# 洛斯馬莫萊斯國家公園
20°58′47″N 99°18′37″W / 20.97972°N 99.31028°W
洛斯馬莫萊斯國家公園是墨西哥的國家公園，由伊達爾戈州負責管轄，距離首府帕丘卡126公里，始建於1936年9月8日，面積232平方公里。

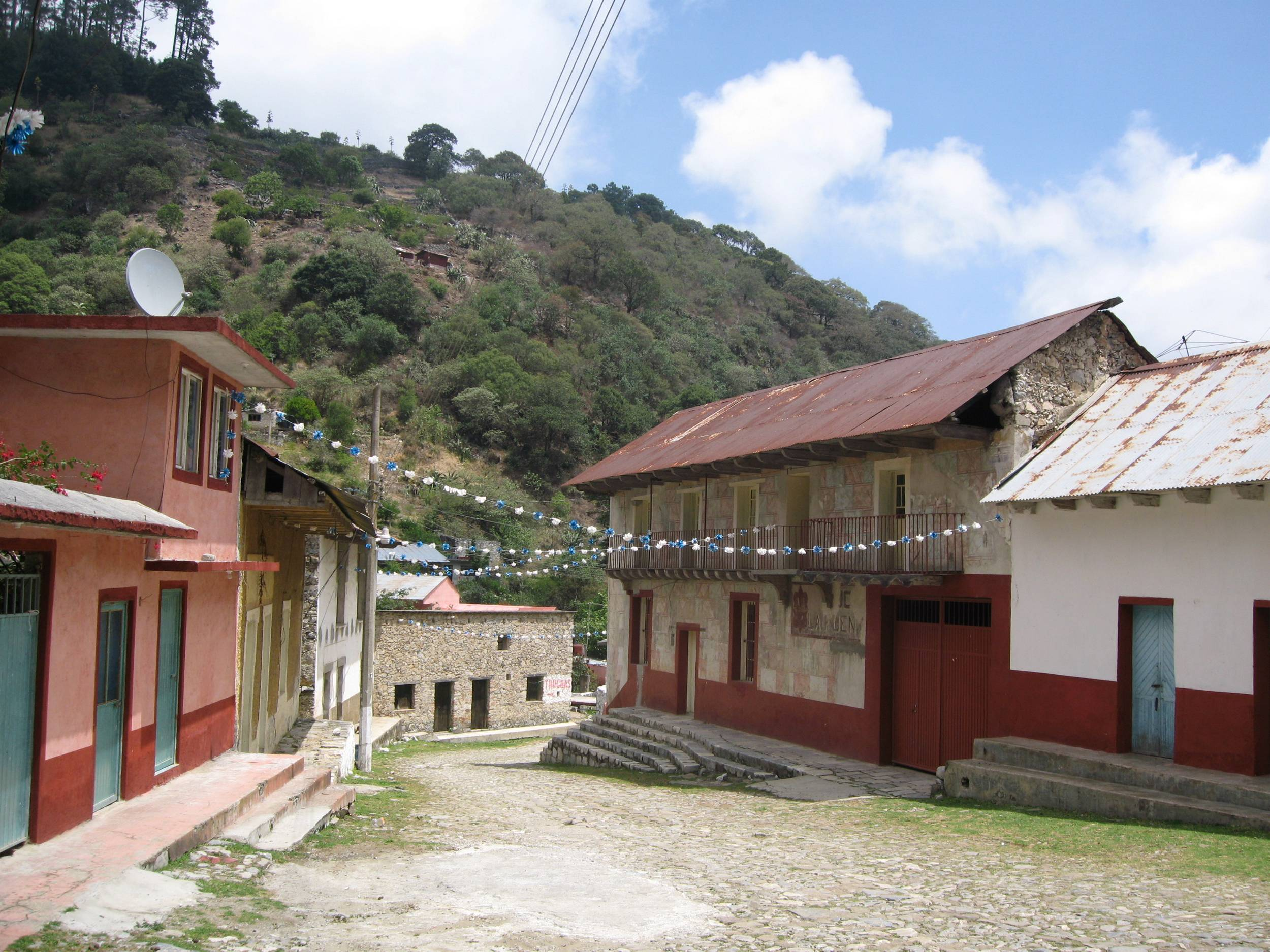

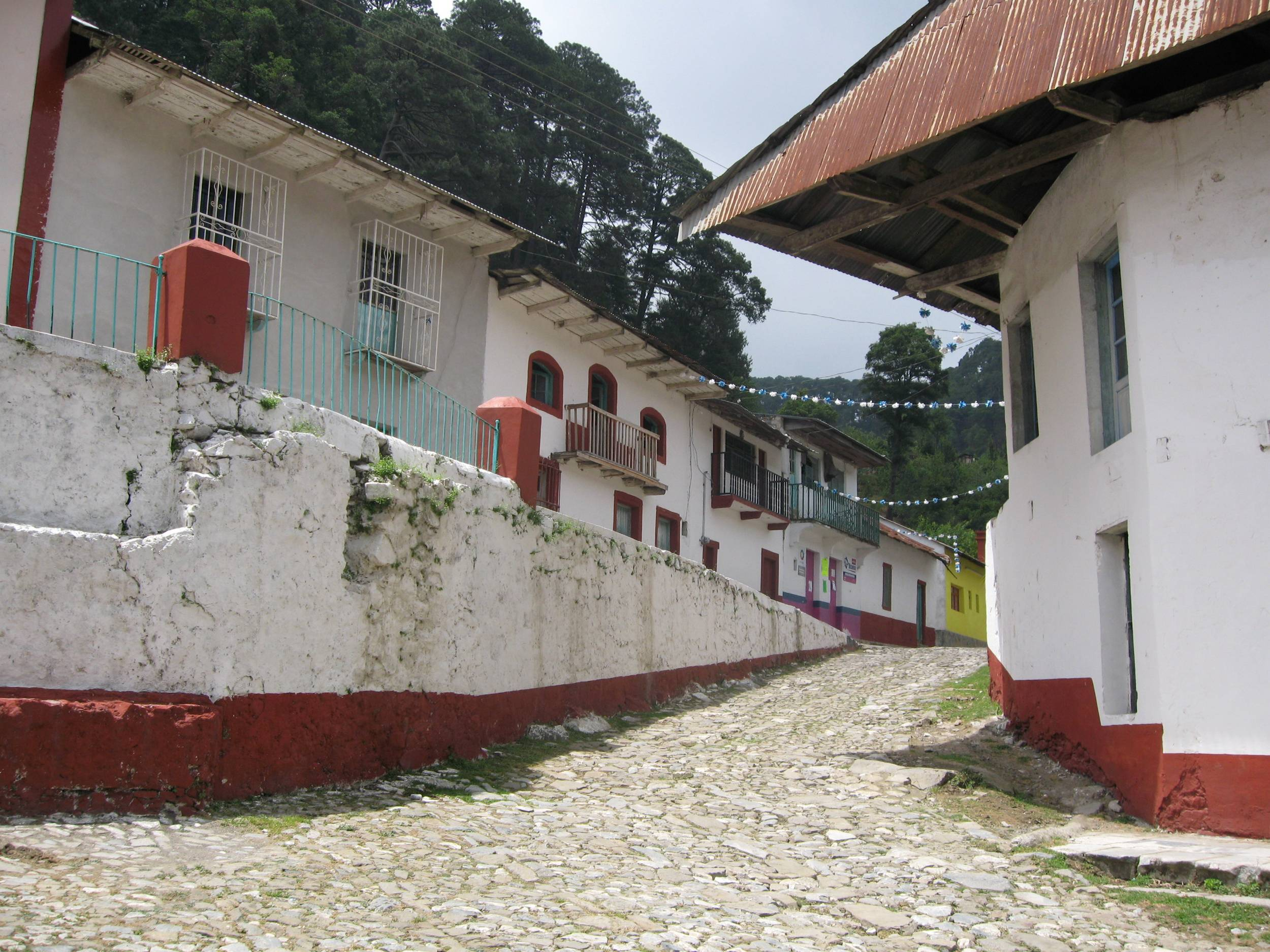

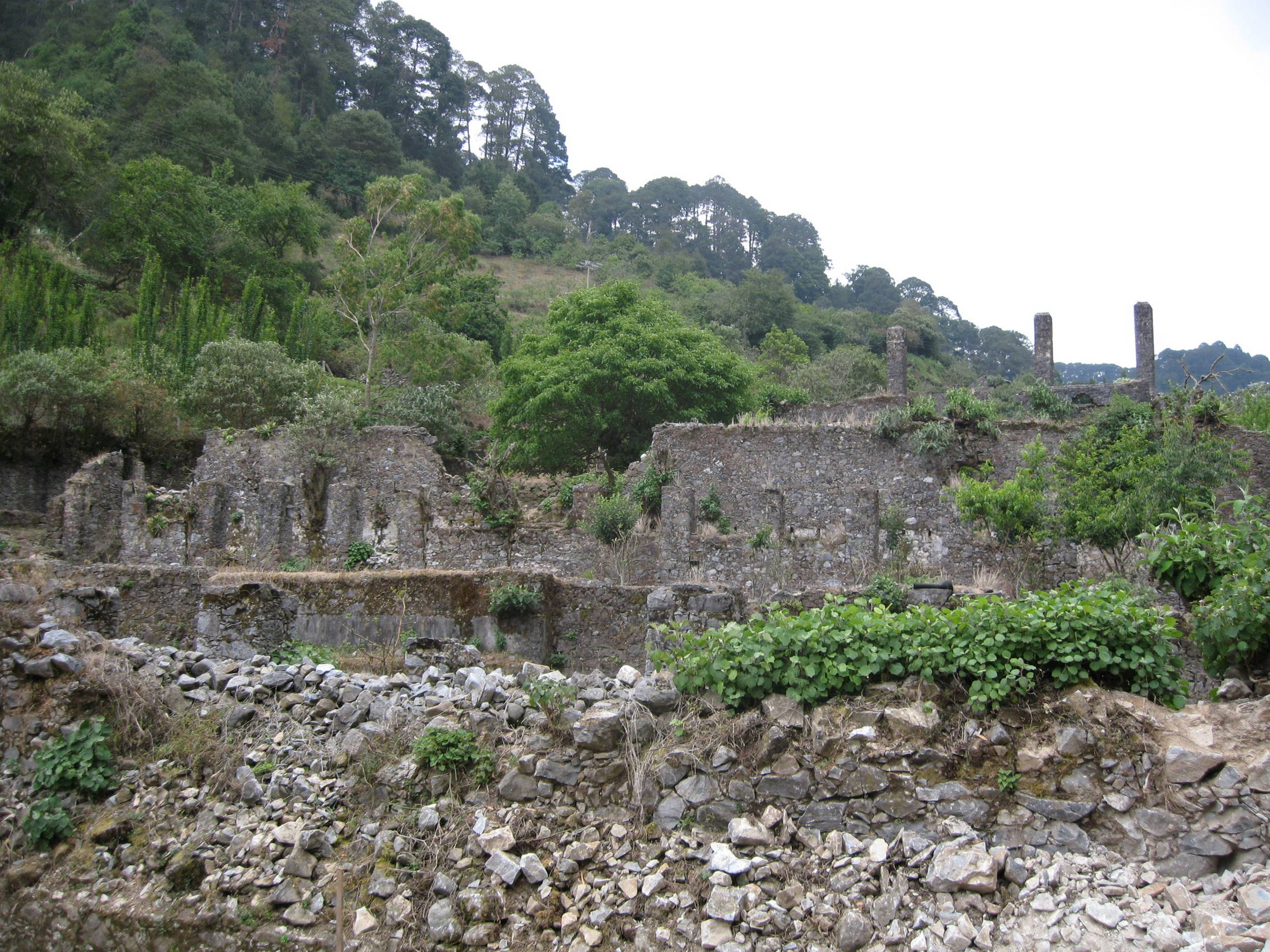

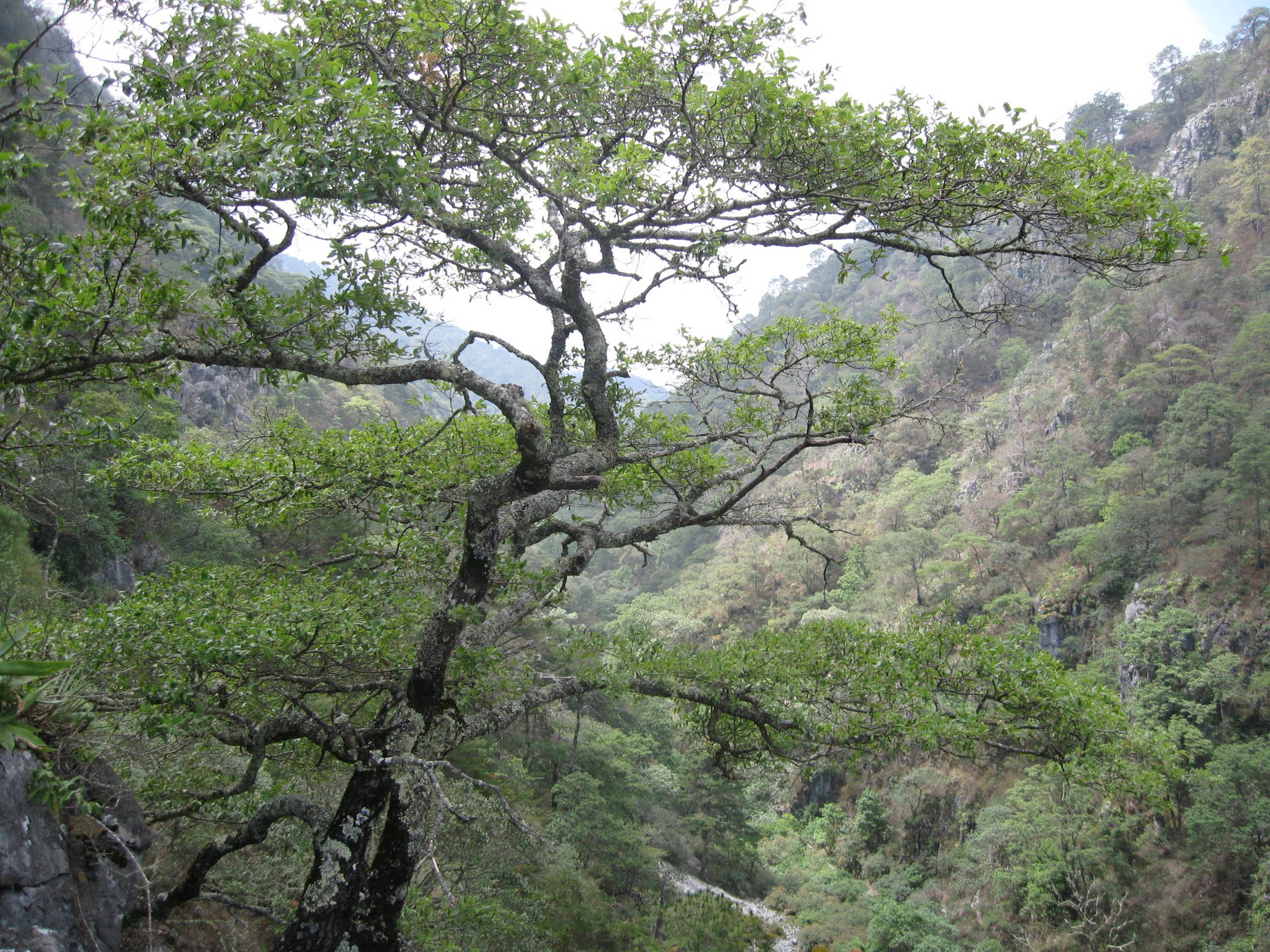

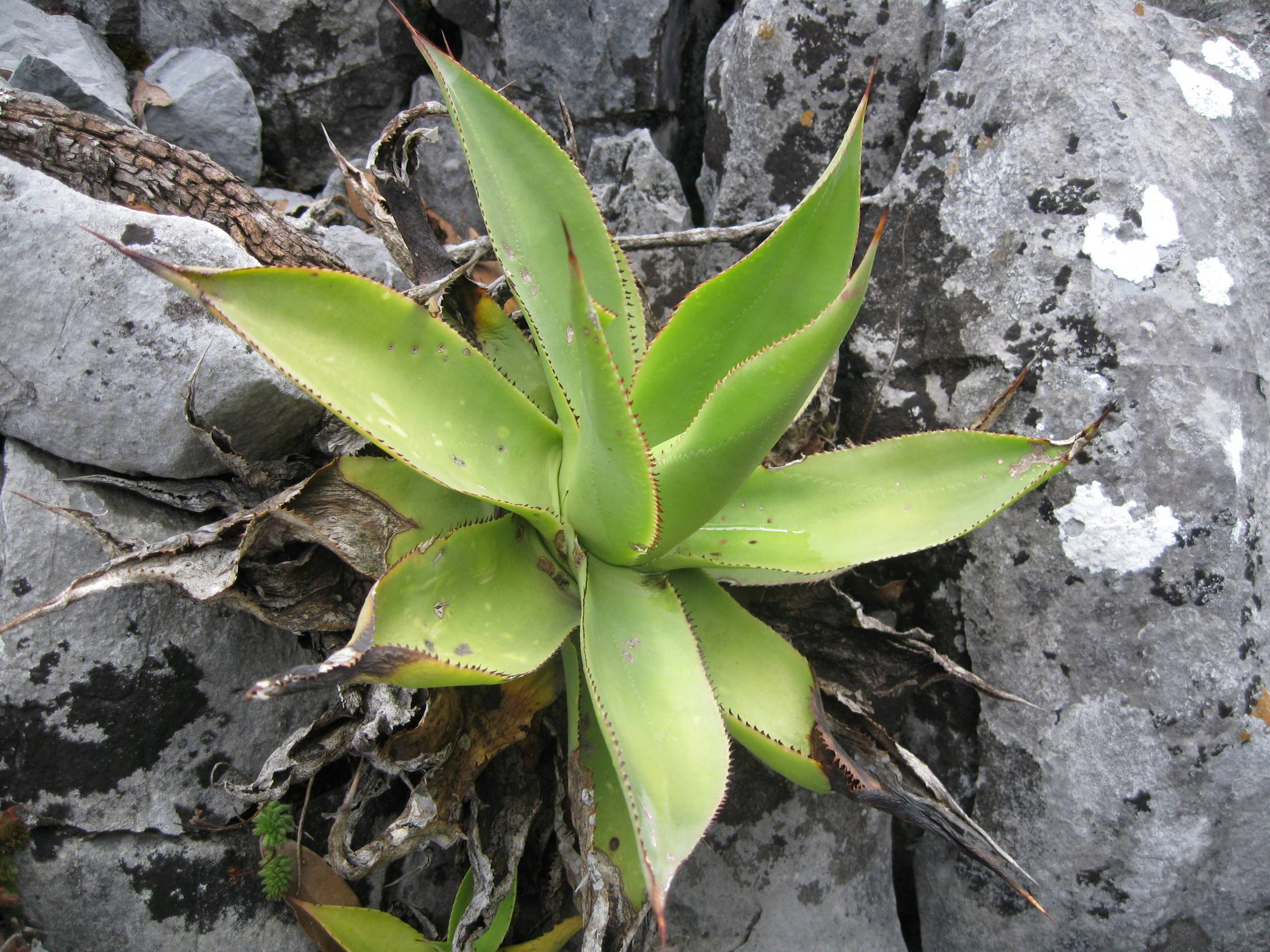

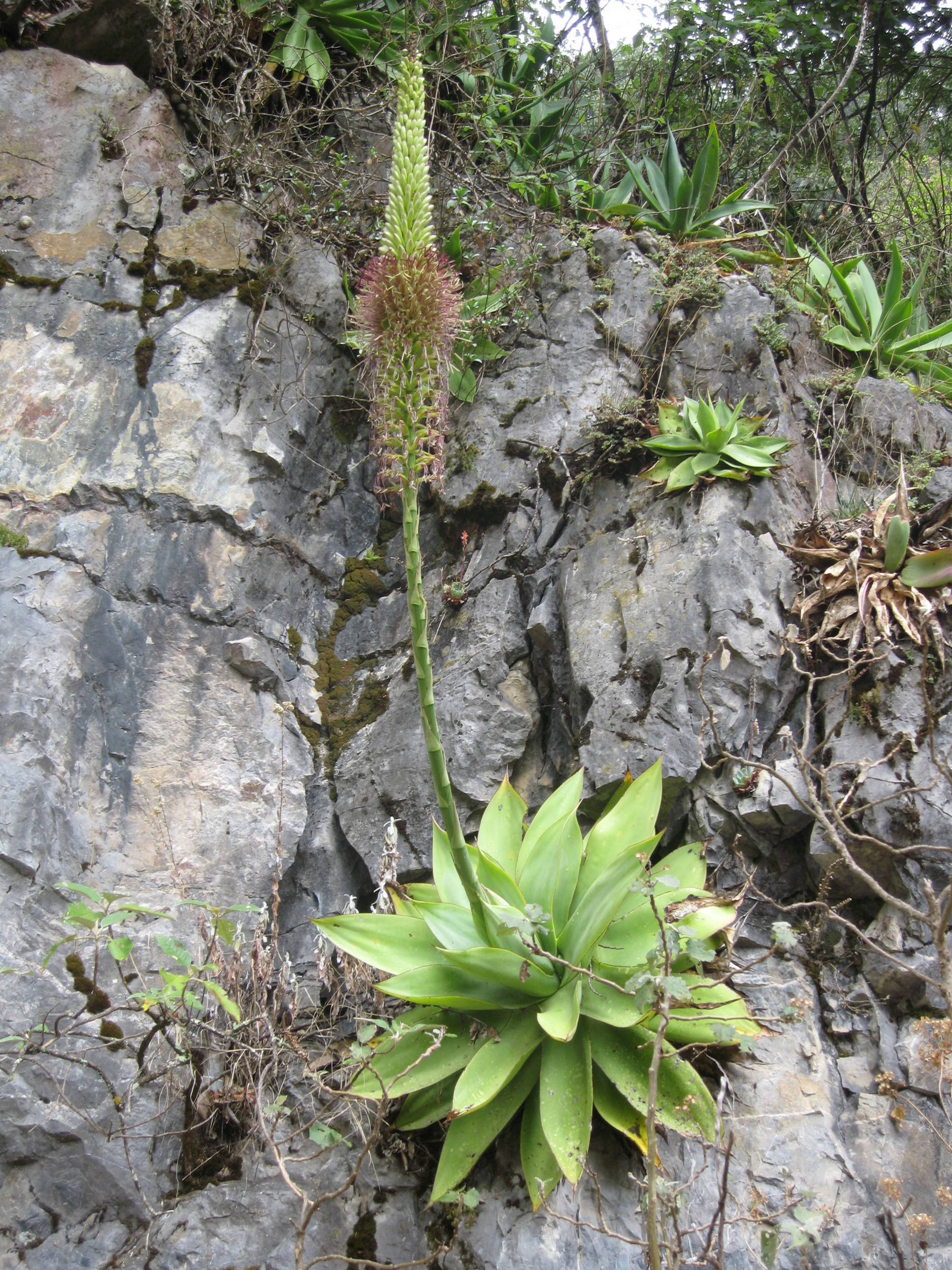

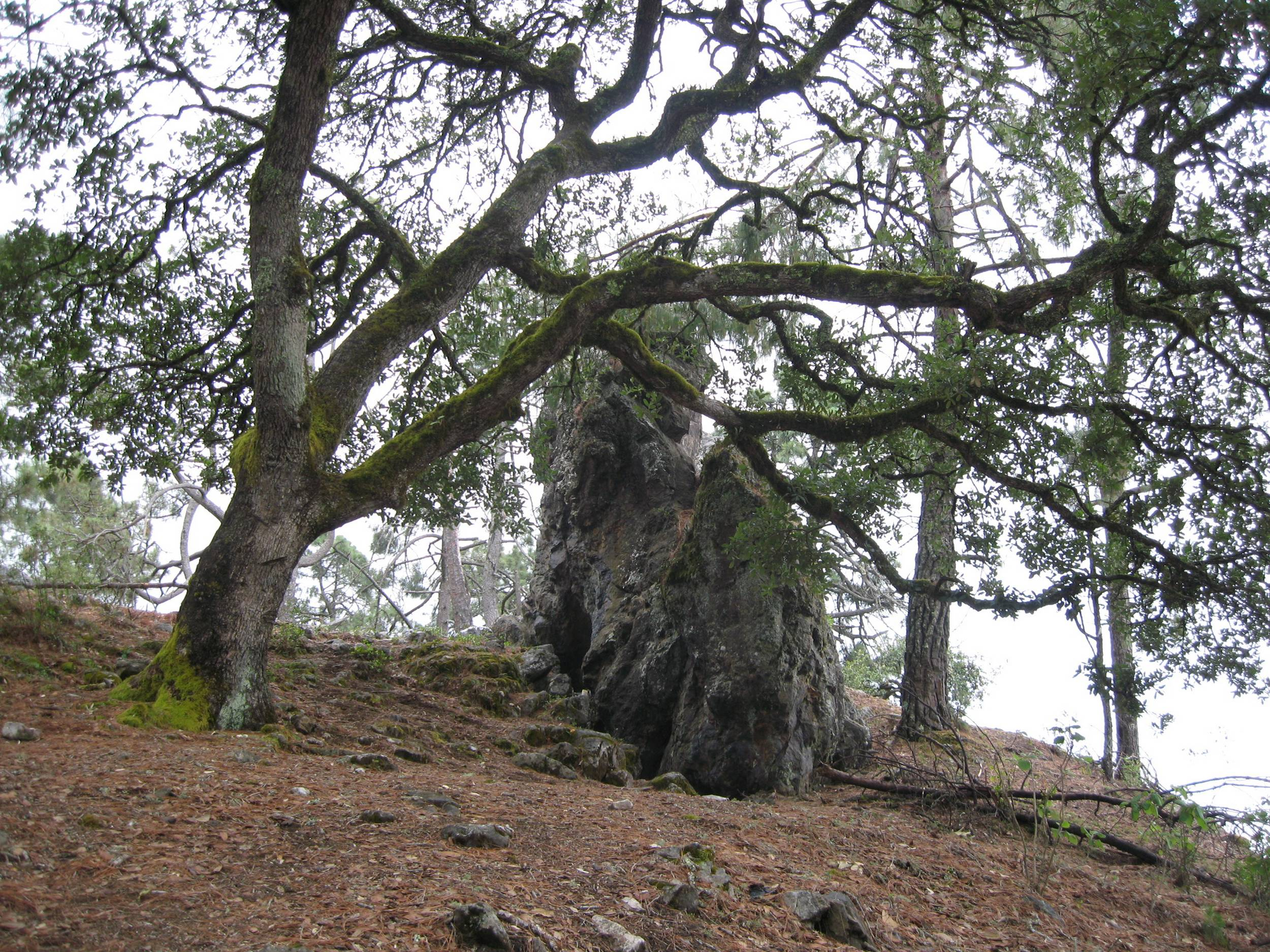

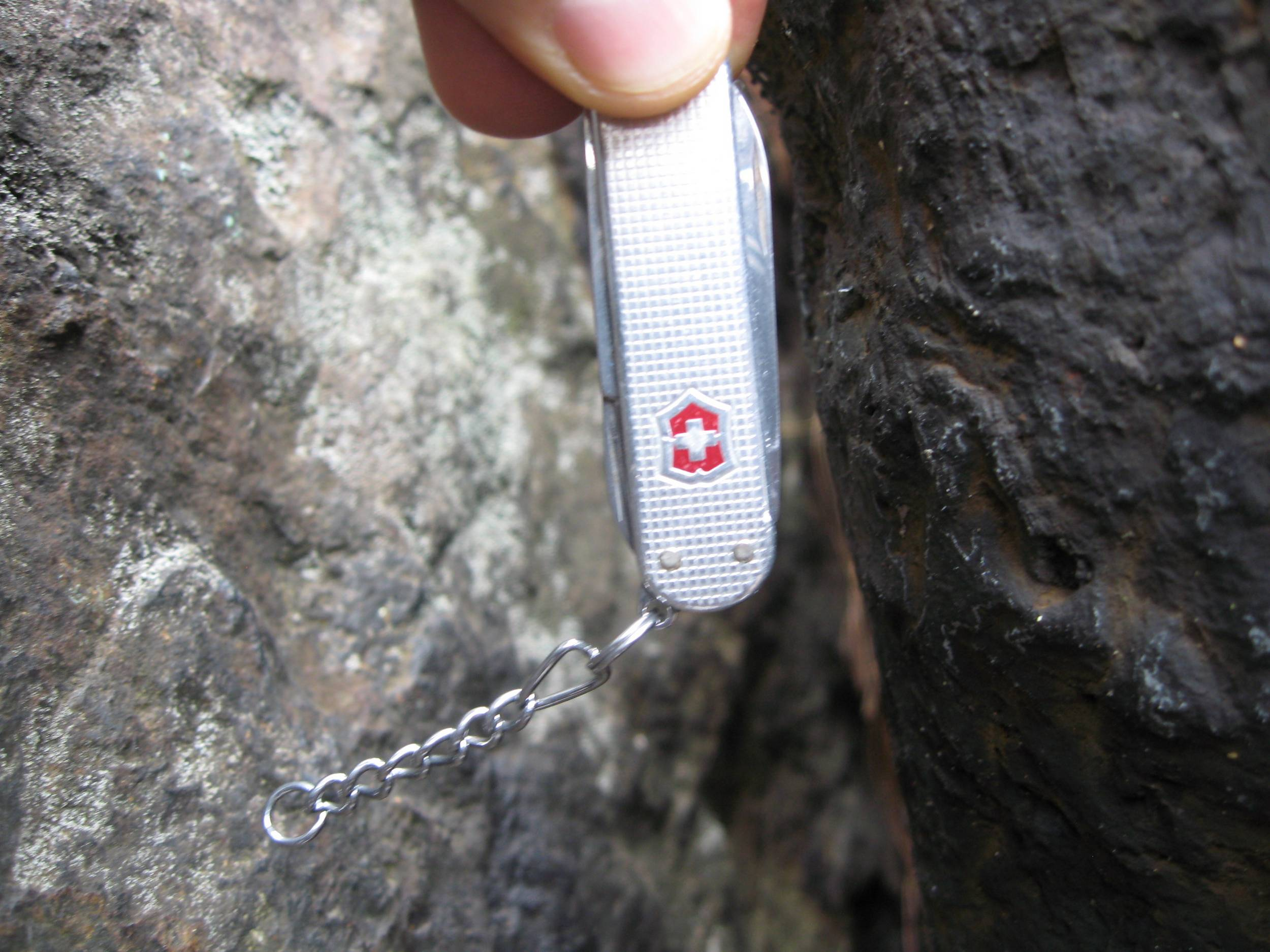

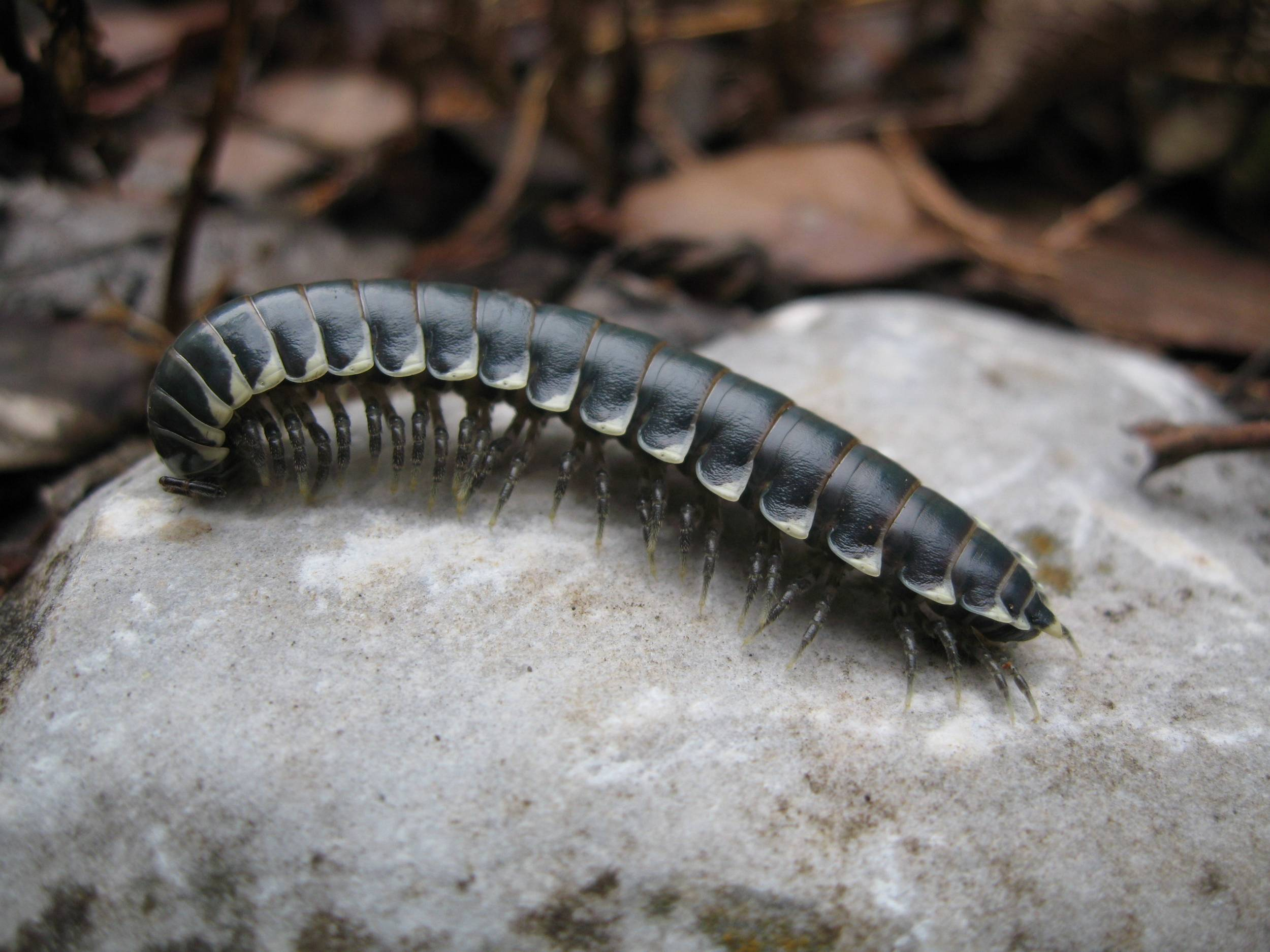

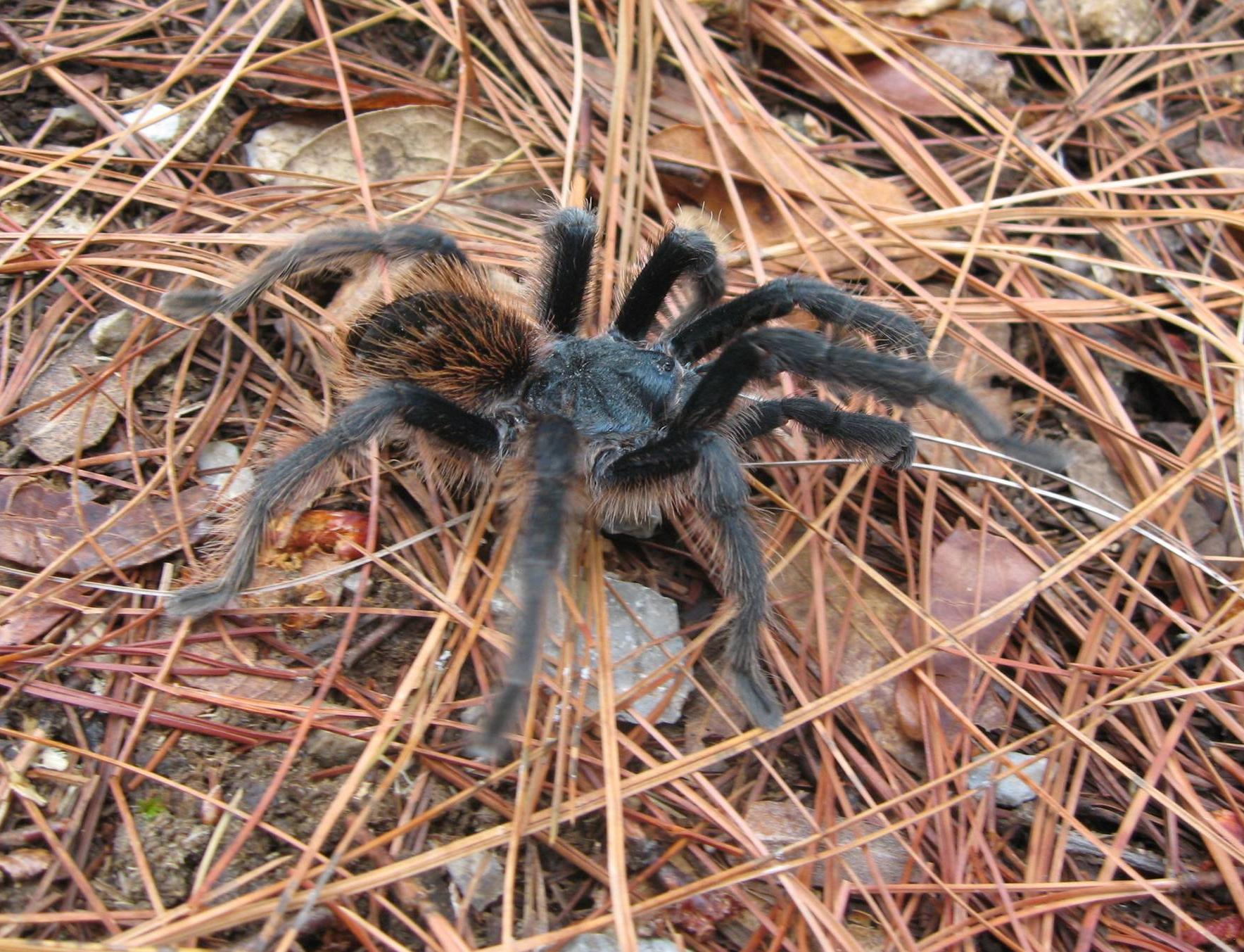